# Targ

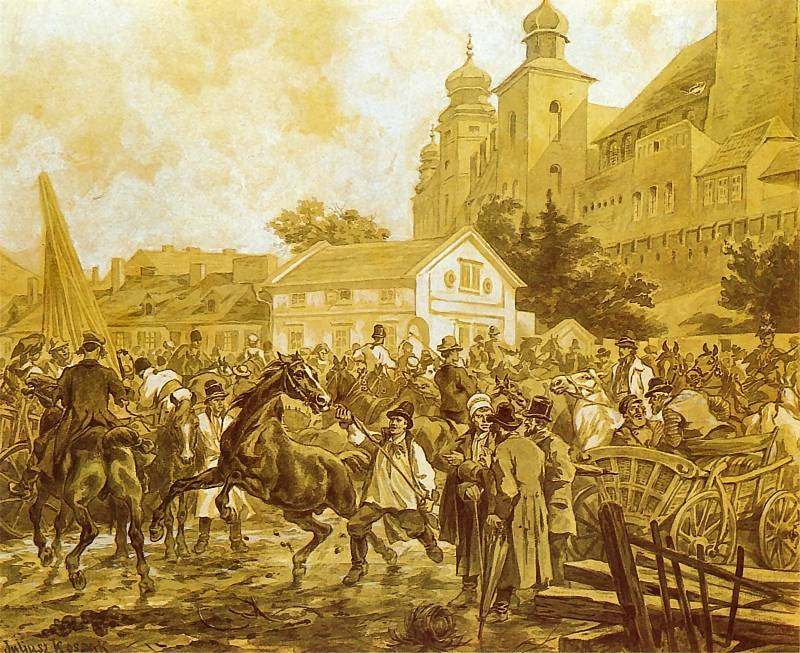
Juliusz Kossak, Targ na konie pod Wawelem, 1870

Targ – miejsce handlu, który odbywa się na wydzielonej przestrzeni, w określonym czasie. Często związany z pewną tradycją lub formalnymi zasadami handlowymi. Miejsce, gdzie odbywa się targ, nazywane jest targowiskiem, placem targowym lub targiem (Târg) albo bazarem.

## Historia
Pierwszy zapis zawierający dzisiejszą polską pisownię wyrazu „targowe” nadmieniający o targach w Polsce znajduje się w dokumencie z roku 1065. W 1278 r. kolejny średniowieczny dokument podaje: „forense, quod targove dicitur”.
Prawo urządzania targów, z reguły w określonym dniu tygodnia (czasem w dwóch dniach tygodnia), należało do najważniejszych przywilejów miejskich. Targowisko znajdowało się w każdym mieście, a prawo średniowieczne zezwalało, aby było ono dostępne dla każdego.
Od 2. połowy XIX w. znaczenie targów znacznie zmalało.

## Galeria

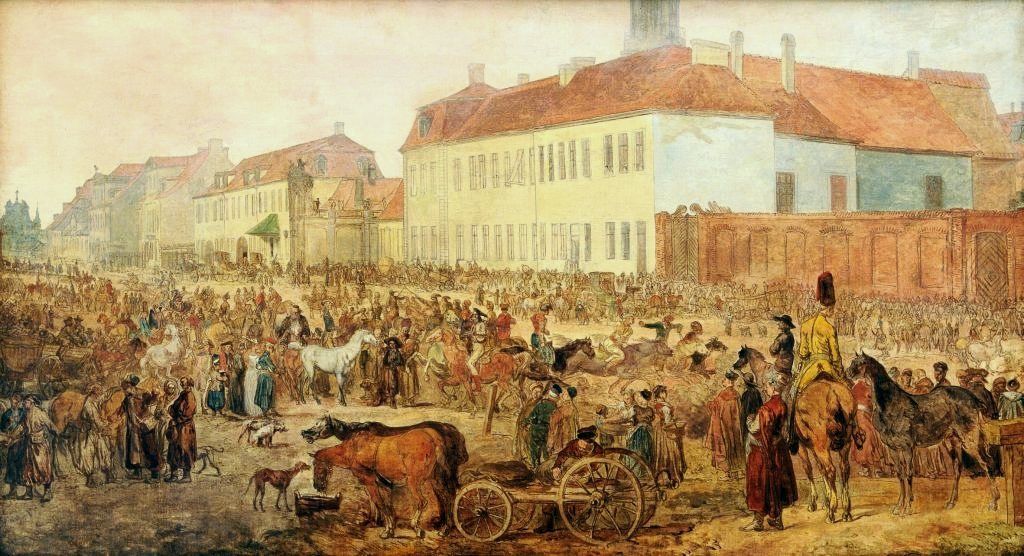
Jan Piotr Norblin, Targ na konie w Warszawie, 1791
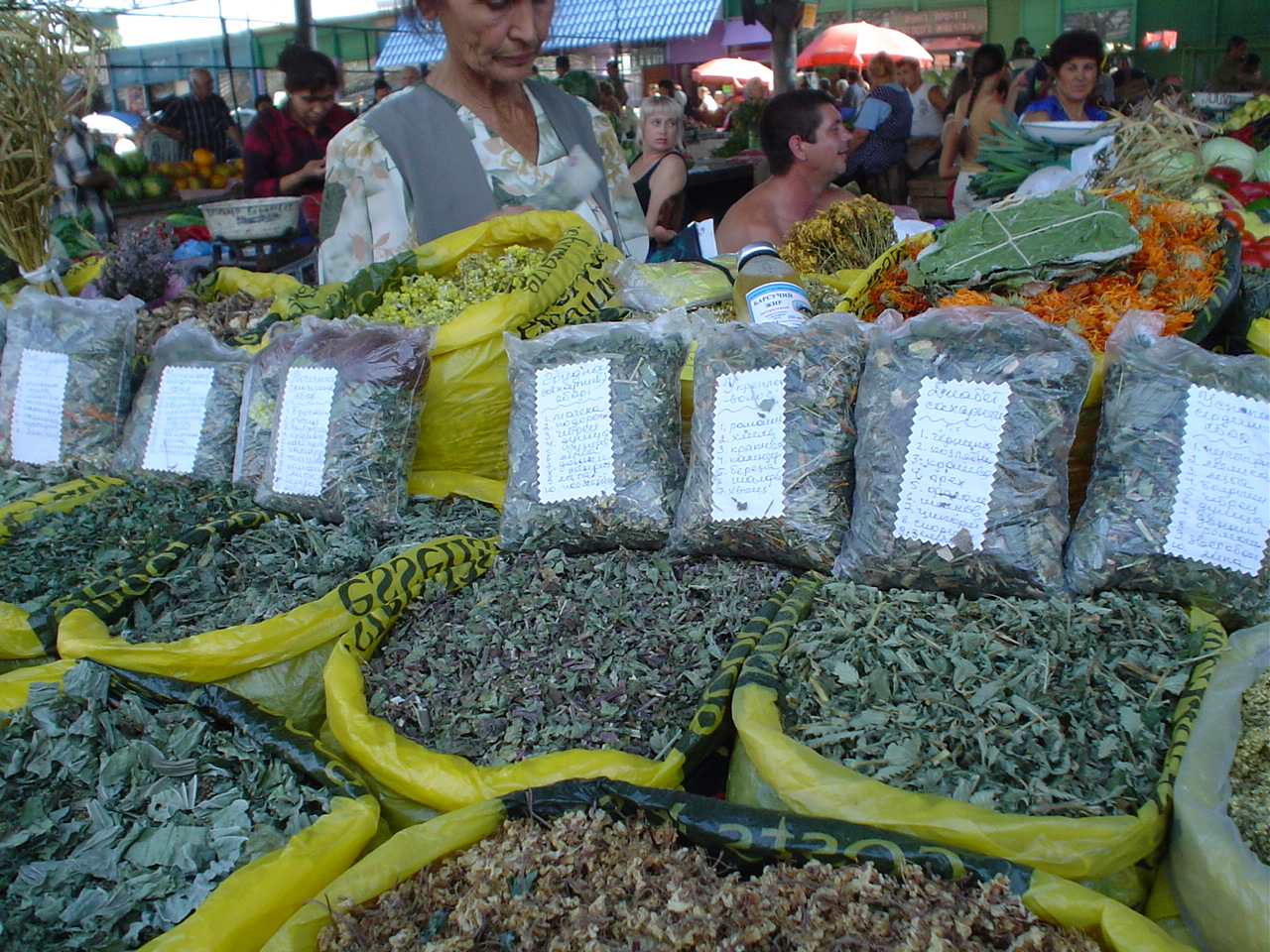
Targ w Odessie
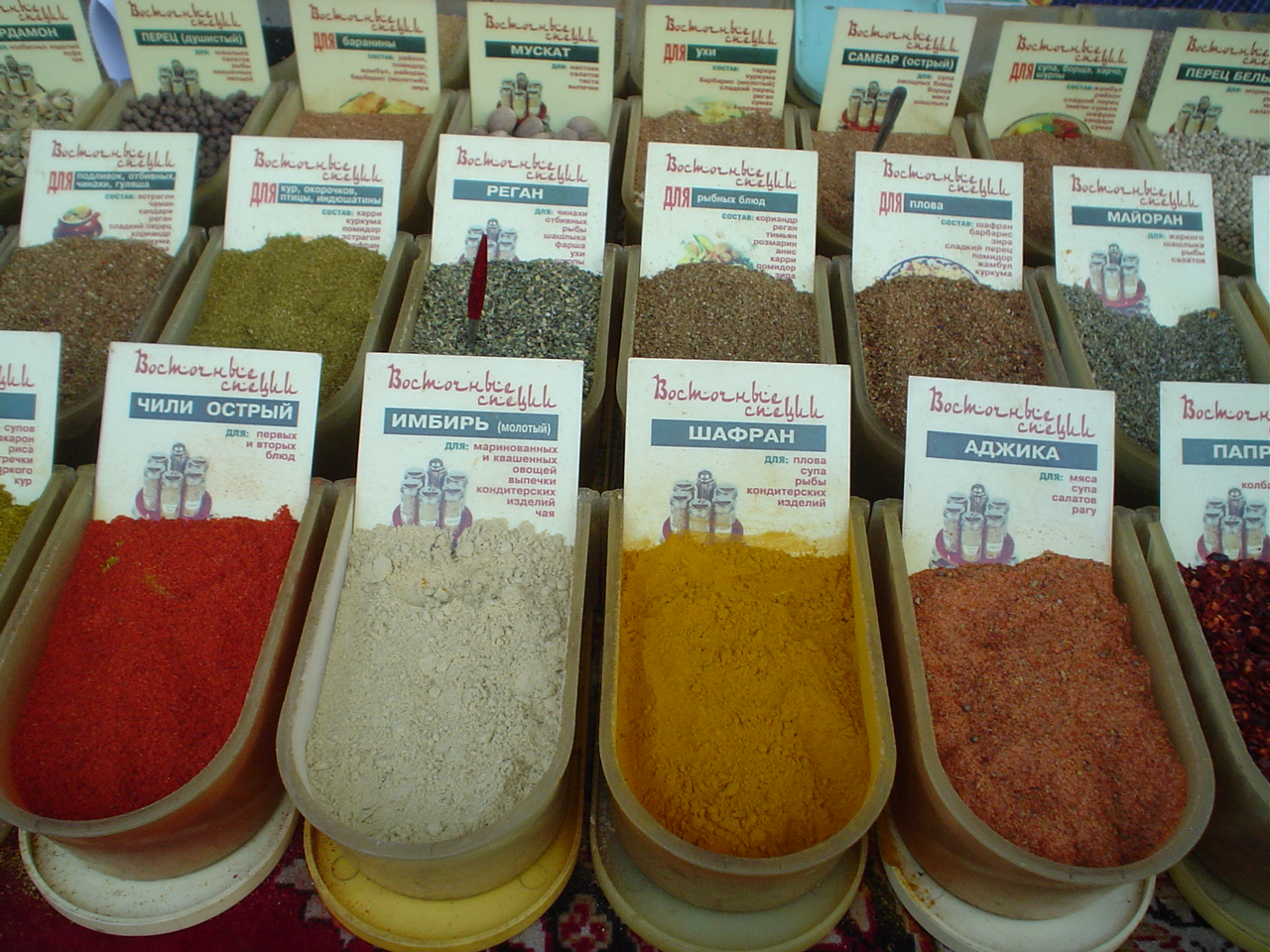
Targ w Odessie
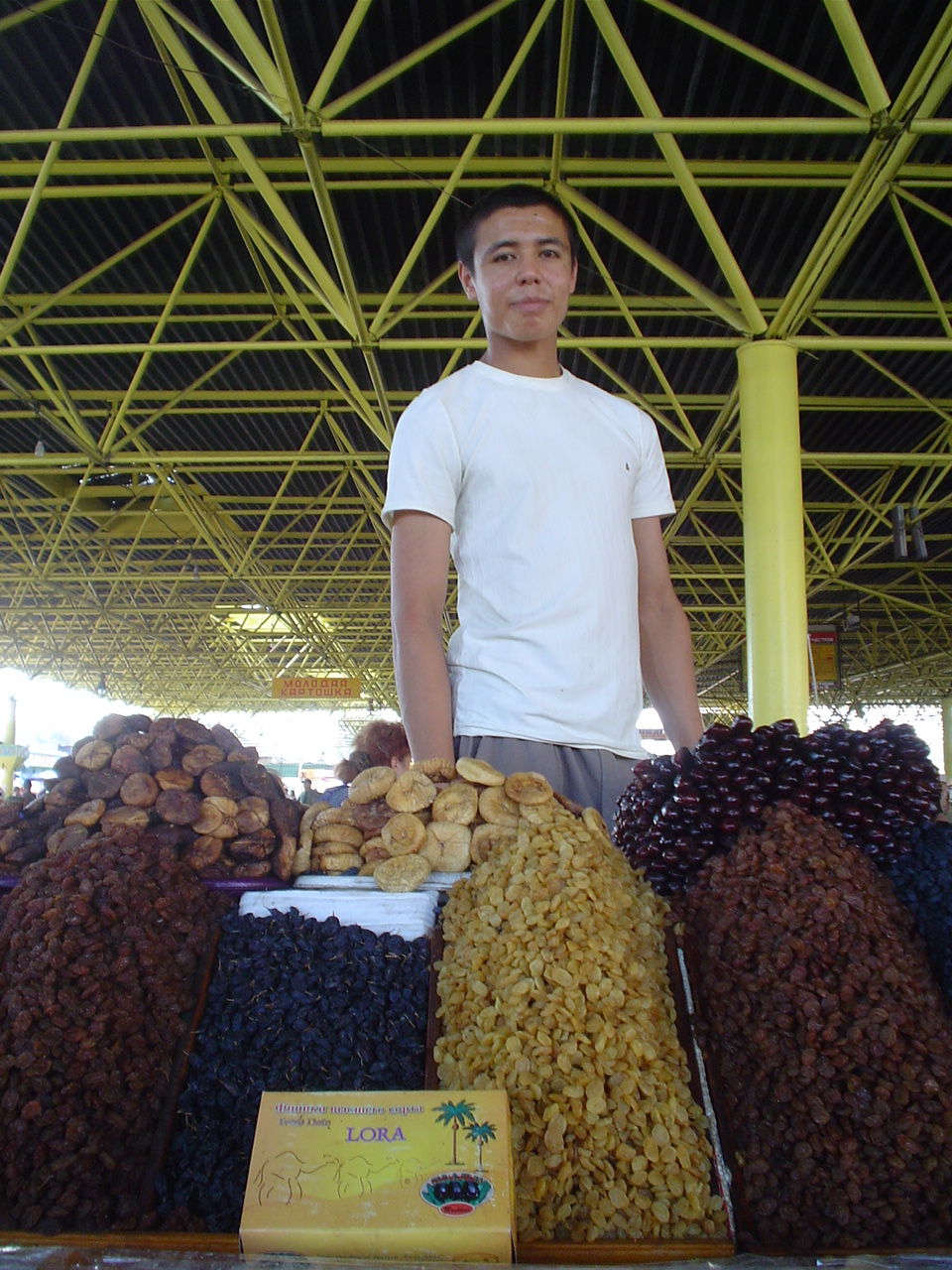
Targ w Odessie
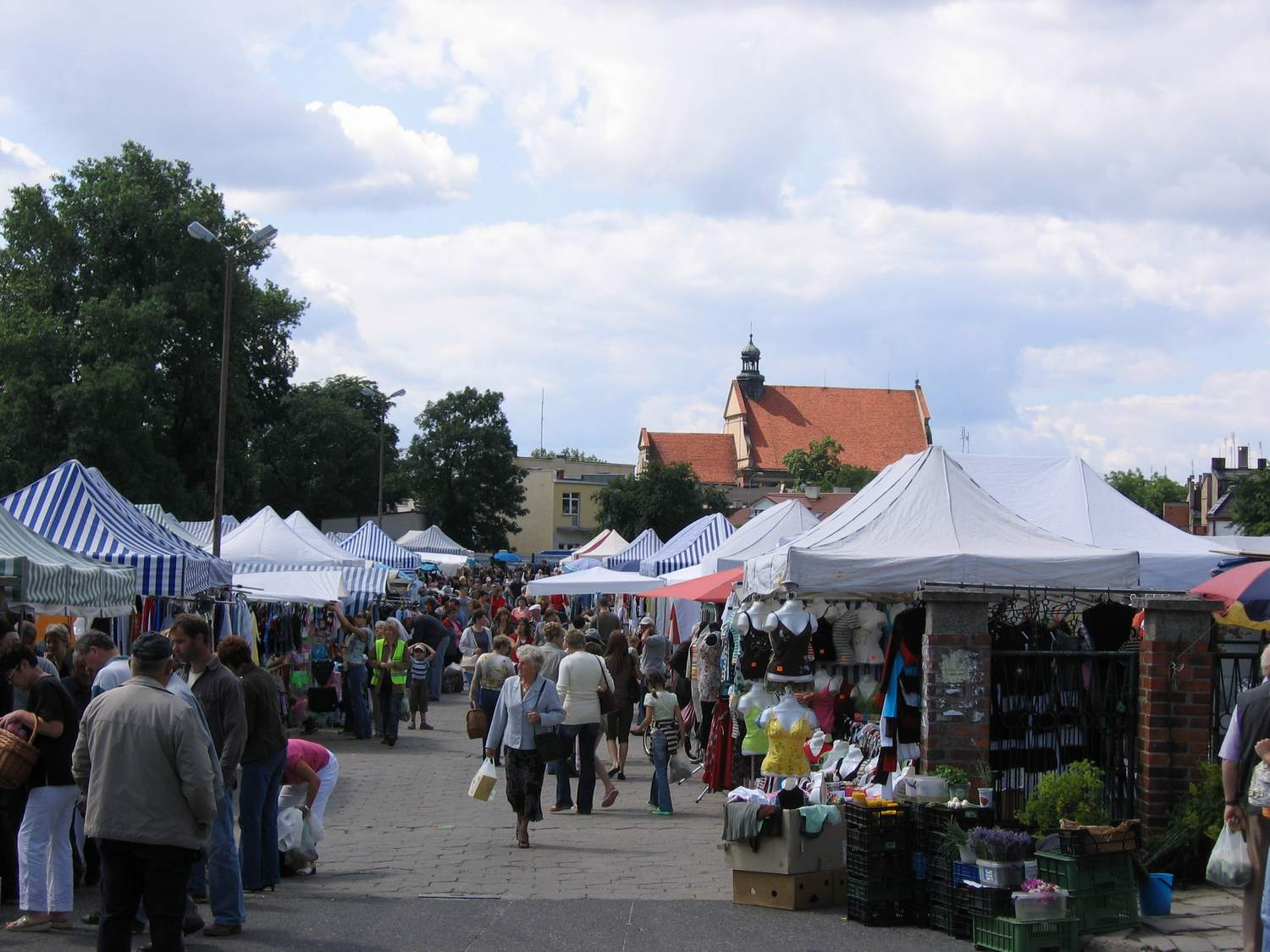
Targ w Słupcy
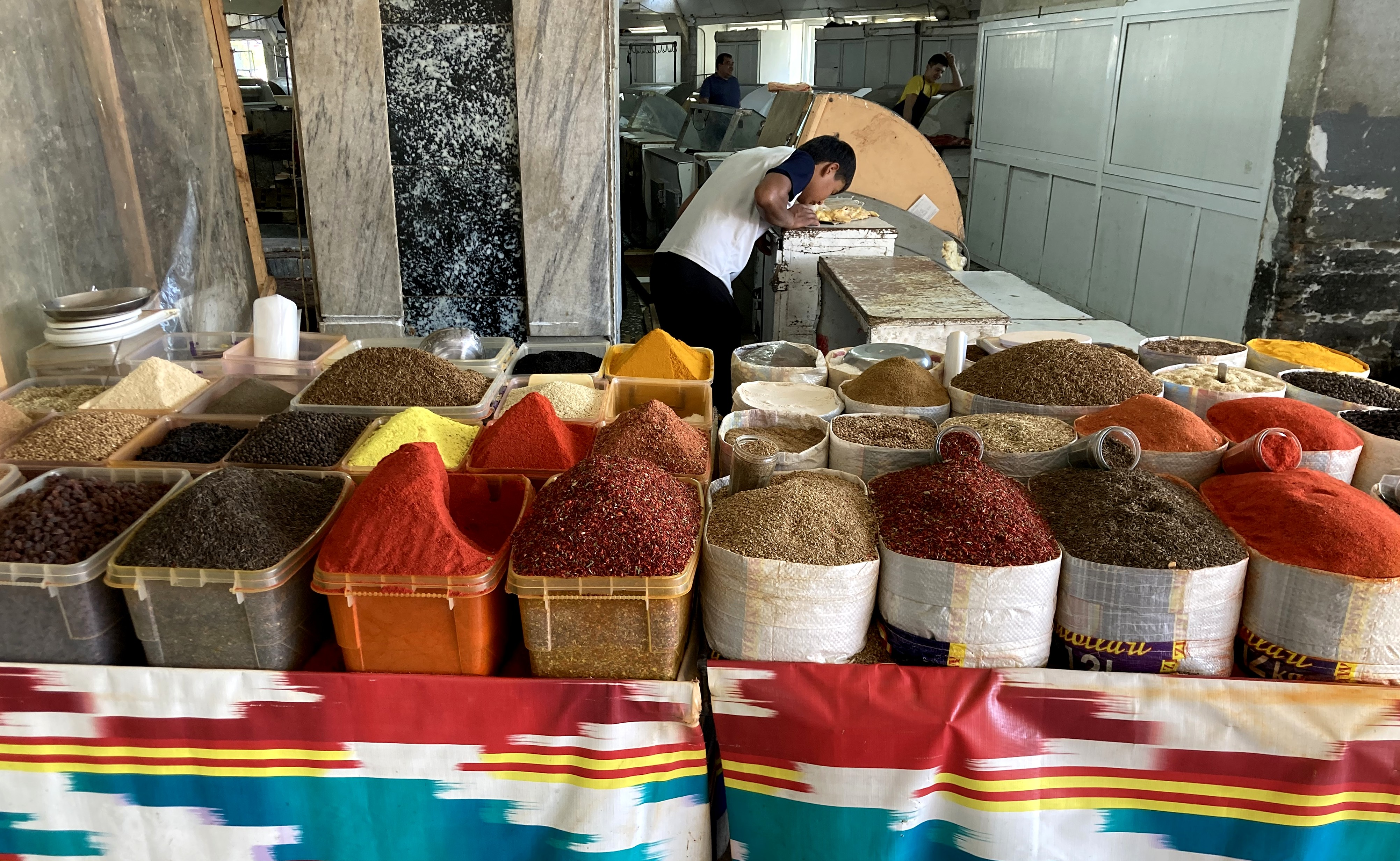
Taszkent